# WTA Tour 2013
El Sony Ericsson WTA Tour 2013 és el circuit de tennis professional femení de l'any 2013 organitzat per la WTA. La temporada inclou un total de 57 torneigs dividits en Grand Slams (organitzats per la ITF), torneigs WTA Premier, torneigs WTA International, el Commonwealth Bank Tournament of Champions i el Sony Ericsson Championships. Els torneigs es disputen entre el 31 de desembre de 2012 i el 3 de novembre de 2013.

## Calendari
Taula amb el calendari complet dels torneigs que pertanyen a la temporada 2013 de la WTA Tour. També s'inclouen les vencedores i les finalistes dels quadres individuals i dobles de cada torneig.
| Grand Slam               |
| Year-end championships   |
| WTA Premier Mandatory    |
| WTA Premier 5            |
| WTA Premier              |
| WTA International        |
| Esdeveniments per equips |

| Data d'inici   | Torneig                        | Superfície       | Guanyadora/es                                   | Finalista/es                                 |
| -------------- | ------------------------------ | ---------------- | ----------------------------------------------- | -------------------------------------------- |
| 31 de desembre | Copa Hopman                    | Dura (i)         | Espanya                                         | Sèrbia                                       |
| 31 de desembre | Brisbane                       | Dura             | Serena Williams                                 | Anastassia Pavliutxénkova                    |
| 31 de desembre | Brisbane                       | Dura             | Bethanie Mattek-Sands / Sania Mirza             | Anna-Lena Grönefeld / Květa Peschke          |
| 31 de desembre | Shenzhen                       | Dura             | Li Na                                           | Klára Zakopalová                             |
| 31 de desembre | Shenzhen                       | Dura             | Chan Hao-ching / Chan Yung-jan                  | Irina Buryachok / Valéria Solovieva          |
| 31 de desembre | Auckland                       | Dura             | Agnieszka Radwańska                             | Yanina Wickmayer                             |
| 31 de desembre | Auckland                       | Dura             | Cara Black / Anastassia Rodiónova               | Julia Görges / Iaroslava Xvédova             |
| 7 de gener     | Sydney                         | Dura             | Agnieszka Radwańska                             | Dominika Cibulková                           |
| 7 de gener     | Sydney                         | Dura             | Nàdia Petrova / Katarina Srebotnik              | Sara Errani / Roberta Vinci                  |
| 7 de gener     | Hobart                         | Dura             | Ielena Vesninà                                  | Mona Barthel                                 |
| 7 de gener     | Hobart                         | Dura             | Garbiñe Muguruza / María Teresa Torró Flor      | Tímea Babos / Mandy Minella                  |
| 14 de gener    | Open d'Austràlia               | Dura             | Viktória Azàrenka                               | Li Na                                        |
| 14 de gener    | Open d'Austràlia               | Dura             | Sara Errani / Roberta Vinci                     | Ashleigh Barty / Casey Dellacqua             |
| 14 de gener    | Open d'Austràlia               | Dura             | Jarmila Gajdosova / Matthew Ebden               | Lucie Hradecka / Frantisek Cermak            |
| 28 de gener    | París                          | Dura (i)         | Mona Barthel                                    | Sara Errani                                  |
| 28 de gener    | París                          | Dura (i)         | Sara Errani / Roberta Vinci                     | Andrea Hlaváčková / Liezel Huber             |
| 28 de gener    | Pattaya                        | Dura             | Maria Kirilenko                                 | Sabine Lisicki                               |
| 28 de gener    | Pattaya                        | Dura             | Kimiko Date-Krumm / Casey Dellacqua             | Akgul Amanmuradova / Alexandra Panova        |
| 4 de febrer    | Copa Federació (Primera ronda) |                  | Txèquia · Itàlia · Rússia · Eslovàquia          | Austràlia · Estats Units · Japó · Sèrbia     |
| 11 de febrer   | Doha                           | Dura             | Viktória Azàrenka                               | Serena Williams                              |
| 11 de febrer   | Doha                           | Dura             | Sara Errani / Roberta Vinci                     | Nàdia Petrova / Katarina Srebotnik           |
| 18 de febrer   | Memphis                        | Dura (i)         | Marina Erakovic                                 | Sabine Lisicki                               |
| 18 de febrer   | Memphis                        | Dura (i)         | Kristina Mladenovic / Galina Voskobóieva        | Sofia Arvidsson / Johanna Larsson            |
| 18 de febrer   | Dubai                          | Dura             | Petra Kvitová                                   | Sara Errani                                  |
| 18 de febrer   | Dubai                          | Dura             | Bethanie Mattek-Sands / Sania Mirza             | Nàdia Petrova / Katarina Srebotnik           |
| 18 de febrer   | Bogotà                         | Terra batuda     | Jelena Janković                                 | Paula Ormaechea                              |
| 18 de febrer   | Bogotà                         | Terra batuda     | Tímea Babos / Mandy Minella                     | Eva Birnerová / Alexandra Panova             |
| 25 de febrer   | Florianópolis                  | Terra batuda     | Monica Niculescu                                | Olga Puchkova                                |
| 25 de febrer   | Florianópolis                  | Terra batuda     | Anabel Medina Garrigues / Iaroslava Xvédova     | Anne Keothavong / Valéria Savinikh           |
| 25 de febrer   | Acapulco                       | Terra batuda     | Sara Errani                                     | Carla Suárez Navarro                         |
| 25 de febrer   | Acapulco                       | Terra batuda     | Lourdes Domínguez Lino / Arantxa Parra Santonja | Catalina Castaño / Mariana Duque Mariño      |
| 25 de febrer   | Kuala Lumpur                   | Dura (i)         | Karolína Plíšková                               | Bethanie Mattek-Sands                        |
| 25 de febrer   | Kuala Lumpur                   | Dura (i)         | Shuko Aoyama / Chang Kai-chen                   | Janette Husárová / Zhang Shuai               |
| 4 de març      | Indian Wells                   | Dura             | Maria Xaràpova                                  | Caroline Wozniacki                           |
| 4 de març      | Indian Wells                   | Dura             | Iekaterina Makàrova / Ielena Vesninà            | Nàdia Petrova / Katarina Srebotnik           |
| 18 de març     | Miami                          | Dura             | Serena Williams                                 | Maria Xaràpova                               |
| 18 de març     | Miami                          | Dura             | Nàdia Petrova / Katarina Srebotnik              | Lisa Raymond / Laura Robson                  |
| 1 d'abril      | Charleston                     | Terra batuda     | Serena Williams                                 | Jelena Janković                              |
| 1 d'abril      | Charleston                     | Terra batuda     | Kristina Mladenovic / Lucie Šafářová            | Andrea Hlaváčková / Liezel Huber             |
| 1 d'abril      | Monterrey                      | Dura             | Anastassia Pavliutxénkova                       | Angelique Kerber                             |
| 1 d'abril      | Monterrey                      | Dura             | Tímea Babos / Kimiko Date-Krumm                 | Eva Birnerová / Tamarine Tanasugarn          |
| 8 d'abril      | Katowice                       | Terra batuda     | Roberta Vinci                                   | Petra Kvitová                                |
| 8 d'abril      | Katowice                       | Terra batuda     | Lara Arruabarrena / Lourdes Domínguez Lino      | Raluca Olaru / Valéria Solovyeva             |
| 15 d'abril     | Copa Federació (Semifinals)    |                  | Itàlia · Rússia                                 | Txèquia · Eslovàquia                         |
| 22 d'abril     | Stuttgart                      | Terra batuda (i) | Maria Xaràpova                                  | Li Na                                        |
| 22 d'abril     | Stuttgart                      | Terra batuda (i) | Mona Barthel / Sabine Lisicki                   | Bethanie Mattek-Sands / Sania Mirza          |
| 22 d'abril     | Marràqueix                     | Terra batuda     | Francesca Schiavone                             | Lourdes Domínguez Lino                       |
| 22 d'abril     | Marràqueix                     | Terra batuda     | Tímea Babos / Mandy Minella                     | Petra Martić / Kristina Mladenovic           |
| 29 d'abril     | Oeiras                         | Terra batuda     | Anastassia Pavliutxénkova                       | Carla Suárez Navarro                         |
| 29 d'abril     | Oeiras                         | Terra batuda     | Chan Hao-ching / Kristina Mladenovic            | Darija Jurak / Katalin Marosi                |
| 6 de maig      | Madrid                         | Terra batuda     | Serena Williams                                 | Maria Xaràpova                               |
| 6 de maig      | Madrid                         | Terra batuda     | Anastassia Pavliutxénkova / Lucie Šafářová      | Cara Black / Marina Erakovic                 |
| 13 de maig     | Roma                           | Terra batuda     | Serena Williams                                 | Viktória Azàrenka                            |
| 13 de maig     | Roma                           | Terra batuda     | Hsieh Su-wei / Peng Shuai                       | Sara Errani / Roberta Vinci                  |
| 20 de maig     | Brussel·les                    | Terra batuda     | Kaia Kanepi                                     | Peng Shuai                                   |
| 20 de maig     | Brussel·les                    | Terra batuda     | Anna-Lena Grönefeld / Květa Peschke             | Gabriela Dabrowski / Shahar Pe'er            |
| 20 de maig     | Estrasburg                     | Terra batuda     | Alizé Cornet                                    | Lucie Hradecká                               |
| 20 de maig     | Estrasburg                     | Terra batuda     | Kimiko Date-Krumm / Chanelle Scheepers          | Cara Black / Marina Erakovic                 |
| 27 de maig     | Roland Garros                  | Terra batuda     | Serena Williams                                 | Maria Xaràpova                               |
| 27 de maig     | Roland Garros                  | Terra batuda     | Iekaterina Makàrova / Ielena Vesninà            | Sara Errani / Roberta Vinci                  |
| 27 de maig     | Roland Garros                  | Terra batuda     | Lucie Hradecká / Frantisek Cermak               | Kristina Mladenovic / Daniel Nestor          |
| 10 de juny     | Birmingham                     | Gespa            | Daniela Hantuchová                              | Donna Vekić                                  |
| 10 de juny     | Birmingham                     | Gespa            | Ashleigh Barty / Casey Dellacqua                | Cara Black / Marina Erakovic                 |
| 10 de juny     | Nuremberg                      | Terra batuda     | Simona Halep                                    | Andrea Petkovic                              |
| 10 de juny     | Nuremberg                      | Terra batuda     | Raluca Olaru / Valéria Solovyeva                | Anna-Lena Grönefeld / Květa Peschke          |
| 17 de juny     | 's-Hertogenbosch               | Gespa            | Simona Halep                                    | Kirsten Flipkens                             |
| 17 de juny     | 's-Hertogenbosch               | Gespa            | Irina-Camelia Begu / Anabel Medina Garrigues    | Dominika Cibulková / Arantxa Parra Santonja  |
| 17 de juny     | Eastbourne                     | Gespa            | Ielena Vesninà                                  | Jamie Hampton                                |
| 17 de juny     | Eastbourne                     | Gespa            | Nàdia Petrova / Katarina Srebotnik              | Monica Niculescu / Klára Zakopalová          |
| 24 de juny     | Wimbledon                      | Gespa            | Marion Bartoli                                  | Sabine Lisicki                               |
| 24 de juny     | Wimbledon                      | Gespa            | Hsieh Su-wei / Peng Shuai                       | Ashleigh Barty / Casey Dellacqua             |
| 24 de juny     | Wimbledon                      | Gespa            | Kristina Mladenovic / Daniel Nestor             | Lisa Raymond / Bruno Soares                  |
| 8 de juliol    | Budapest                       | Terra batuda     | Simona Halep                                    | Yvonne Meusburger                            |
| 8 de juliol    | Budapest                       | Terra batuda     | Andrea Hlaváčková / Lucie Hradecká              | Nina Bratchikova / Anna Tatishvili           |
| 8 de juliol    | Palerm                         | Terra batuda     | Roberta Vinci                                   | Sara Errani                                  |
| 8 de juliol    | Palerm                         | Terra batuda     | Kristina Mladenovic / Katarzyna Piter           | Karolína Plíšková / Kristýna Plíšková        |
| 15 de juliol   | Bastad                         | Dura             | Serena Williams                                 | Johanna Larsson                              |
| 15 de juliol   | Bastad                         | Dura             | Anabel Medina Garrigues / Klára Zakopalová      | Alexandra Dulgheru / Flavia Pennetta         |
| 15 de juliol   | Bad Gastein                    | Terra batuda     | Yvonne Meusburger                               | Andrea Hlaváčková                            |
| 15 de juliol   | Bad Gastein                    | Terra batuda     | Sandra Klemenschits / Andreja Klepač            | Kristina Barrois / Eleni Daniïlidu           |
| 22 de juliol   | Stanford                       | Dura             | Dominika Cibulková                              | Agnieszka Radwańska                          |
| 22 de juliol   | Stanford                       | Dura             | Raquel Kops-Jones / Abigail Spears              | Julia Görges / Darija Jurak                  |
| 22 de juliol   | Bakú                           | Dura             | Elina Svitolina                                 | Shahar Pe'er                                 |
| 22 de juliol   | Bakú                           | Dura             | Irina Buryachok / Oksana Kalàixnikova           | Eleni Daniïlidu / Aleksandra Krunić          |
| 29 de juliol   | Carlsbad                       | Dura             | Samantha Stosur                                 | Viktória Azàrenka                            |
| 29 de juliol   | Carlsbad                       | Dura             | Raquel Kops-Jones / Abigail Spears              | Chan Hao-ching / Janette Husárová            |
| 29 de juliol   | Washington D.C.                | Dura             | Magdaléna Rybáriková                            | Andrea Petkovic                              |
| 29 de juliol   | Washington D.C.                | Dura             | Shuko Aoyama / Vera Duixévina                   | Eugenie Bouchard / Taylor Townsend           |
| 5 d'agost      | Toronto                        | Dura             | Serena Williams                                 | Sorana Cîrstea                               |
| 5 d'agost      | Toronto                        | Dura             | Jelena Janković / Katarina Srebotnik            | Anna-Lena Grönefeld / Květa Peschke          |
| 12 d'agost     | Cincinnati                     | Dura             | Viktória Azàrenka                               | Serena Williams                              |
| 12 d'agost     | Cincinnati                     | Dura             | Peng Shuai / Hsieh Su-wei                       | Anna-Lena Grönefeld / Květa Peschke          |
| 19 d'agost     | New Haven                      | Dura             | Simona Halep                                    | Petra Kvitová                                |
| 19 d'agost     | New Haven                      | Dura             | Sania Mirza / Zheng Jie                         | Anabel Medina Garrigues / Katarina Srebotnik |
| 26 d'agost     | US Open                        | Dura             | Serena Williams                                 | Viktória Azàrenka                            |
| 26 d'agost     | US Open                        | Dura             | Andrea Hlavacková / Lucie Hradecká              | Ashleigh Barty / Casey Dellacqua             |
| 26 d'agost     | US Open                        | Dura             | Andrea Hlavacková / Maks Mirni                  | Abigail Spears / Santiago González           |
| 9 de setembre  | Taixkent                       | Dura             | Bojana Jovanovski                               | Olga Govortsova                              |
| 9 de setembre  | Taixkent                       | Dura             | Tímea Babos / Iaroslava Xvédova                 | Olga Govortsova / Mandy Minella              |
| 9 de setembre  | Ciutat del Quebec              | Moqueta (i)      | Lucie Šafářová                                  | Marina Erakovic                              |
| 9 de setembre  | Ciutat del Quebec              | Moqueta (i)      | Al·la Kudriàvtseva / Anastassia Rodiónova       | Andrea Hlaváčková / Lucie Hradecká           |
| 16 de setembre | Seül                           | Dura             | Agnieszka Radwańska                             | Anastassia Pavliutxénkova                    |
| 16 de setembre | Seül                           | Dura             | Chan Chin-wei / Xu Yifan                        | Raquel Kops-Jones / Abigail Spears           |
| 16 de setembre | Canton                         | Dura             | Zhang Shuai                                     | Vania King                                   |
| 16 de setembre | Canton                         | Dura             | Hsieh Su-wei / Peng Shuai                       | Vania King / Galina Voskobóieva              |
| 23 de setembre | Tòquio                         | Dura             | Petra Kvitová                                   | Angelique Kerber                             |
| 23 de setembre | Tòquio                         | Dura             | Cara Black / Sania Mirza                        | Chan Hao-ching / Liezel Huber                |
| 30 de setembre | Pequín                         | Dura             | Serena Williams                                 | Jelena Janković                              |
| 30 de setembre | Pequín                         | Dura             | Cara Black / Sania Mirza                        | Vera Duixévina / Arantxa Parra Santonja      |
| 7 d'octubre    | Linz                           | Dura (i)         | Angelique Kerber                                | Ana Ivanović                                 |
| 7 d'octubre    | Linz                           | Dura (i)         | Karolína Plíšková / Kristýna Plíšková           | Gabriela Dabrowski / Alicja Rosolska         |
| 7 d'octubre    | Osaka                          | Dura             | Samantha Stosur                                 | Eugenie Bouchard                             |
| 7 d'octubre    | Osaka                          | Dura             | Kristina Mladenovic / Flavia Pennetta           | Samantha Stosur / Zhang Shuai                |
| 14 d'octubre   | Moscou                         | Dura (i)         | Simona Halep                                    | Samantha Stosur                              |
| 14 d'octubre   | Moscou                         | Dura (i)         | Svetlana Kuznetsova / Samantha Stosur           | Al·la Kudriàvtseva / Anastassia Rodiónova    |
| 14 d'octubre   | Ciutat de Luxemburg            | Dura (i)         | Caroline Wozniacki                              | Annika Beck                                  |
| 14 d'octubre   | Ciutat de Luxemburg            | Dura (i)         | Stephanie Vogt / Yanina Wickmayer               | Kristina Barrois / Laura Thorpe              |
| 21 d'octubre   | Istanbul                       | Dura (i)         | Serena Williams                                 | Li Na                                        |
| 21 d'octubre   | Istanbul                       | Dura (i)         | Hsieh Su-Wei / Peng Shuai                       | Iekaterina Makàrova / Ielena Vesninà         |
| 28 d'octubre   | Copa Federació (Final)         |                  | Itàlia                                          | Rússia                                       |
| 28 d'octubre   | Sofia                          | Dura (i)         | Simona Halep                                    | Samantha Stosur                              |

## Estadístiques
La següent taula mostra el nombre de títols aconseguits de forma individual (I), dobles (D) i dobles mixtes (X) aconseguits per cada tennista i també per països durant la temporada 2013. Els torneigs estan ordenats segons la seva categoria dins el calendari WTA Tour 2013: Grand Slams, Year-end championships, WTA Premier Tournaments i WTA International Tournaments. L'ordre de les jugadores s'ha establert a partir del nombre total de títols i després segons la quantitat de títols de cada categoria de torneigs.

### Títols per tennista
| Títols | Tennista                  | Grand Slams | Grand Slams | Grand Slams | Year-end championships | Year-end championships | Premier Tournaments | Premier Tournaments | International Tournaments | International Tournaments | Resum | Resum | Resum |
| Títols | Tennista                  | I           | D           | X           | I                      | D                      | I                   | D                   | I                         | D                         | I     | D     | X     |
| ------ | ------------------------- | ----------- | ----------- | ----------- | ---------------------- | ---------------------- | ------------------- | ------------------- | ------------------------- | ------------------------- | ----- | ----- | ----- |
| 11     | Serena Williams           | ●           |             |             | ●                      |                        | ●                   |                     | ●                         |                           | 11    | 0     | 0     |
| 6      | Kristina Mladenovic       |             |             | ●           |                        |                        |                     | ●                   |                           | ●                         | 0     | 5     | 1     |
| 6      | Simona Halep              |             |             |             | ●                      |                        | ●                   |                     | ●                         |                           | 6     | 0     | 0     |
| 5      | Hsieh Su-wei              |             | ●           |             |                        | ●                      |                     | ●                   |                           | ●                         | 0     | 5     | 0     |
| 5      | Peng Shuai                |             | ●           |             |                        | ●                      |                     | ●                   |                           | ●                         | 0     | 5     | 0     |
| 5      | Roberta Vinci             |             | ●           |             |                        |                        |                     | ●                   | ●                         |                           | 2     | 3     | 0     |
| 5      | Sania Mirza               |             |             |             |                        |                        |                     | ●                   |                           |                           | 0     | 5     | 0     |
| 4      | Sara Errani               |             | ●           |             |                        |                        |                     | ●                   | ●                         |                           | 1     | 3     | 0     |
| 4      | Ielena Vesninà            |             | ●           |             |                        |                        |                     | ●                   | ●                         |                           | 1     | 3     | 0     |
| 4      | Katarina Srebotnik        |             |             |             |                        |                        |                     | ●                   |                           |                           | 0     | 4     | 0     |
| 4      | Tímea Babos               |             |             |             |                        |                        |                     |                     |                           | ●                         | 0     | 4     | 0     |
| 3      | Andrea Hlaváčková         |             | ●           | ●           |                        |                        |                     |                     |                           | ●                         | 0     | 2     | 1     |
| 3      | Lucie Hradecká            |             | ●           | ●           |                        |                        |                     |                     |                           | ●                         | 0     | 2     | 1     |
| 3      | Viktória Azàrenka         | ●           |             |             |                        |                        | ●                   |                     |                           |                           | 3     | 0     | 0     |
| 3      | Nàdia Petrova             |             |             |             |                        |                        |                     | ●                   |                           |                           | 0     | 3     | 0     |
| 3      | Samantha Stosur           |             |             |             |                        |                        | ●                   | ●                   | ●                         |                           | 1     | 2     | 0     |
| 3      | Lucie Šafářová            |             |             |             |                        |                        |                     | ●                   | ●                         |                           | 1     | 2     | 0     |
| 3      | Cara Black                |             |             |             |                        |                        |                     | ●                   |                           | ●                         | 0     | 3     | 0     |
| 3      | Agnieszka Radwańska       |             |             |             |                        |                        | ●                   |                     | ●                         |                           | 3     | 0     | 0     |
| 3      | Anastassia Pavliutxénkova |             |             |             |                        |                        |                     | ●                   | ●                         |                           | 2     | 1     | 0     |
| 3      | Kimiko Date-Krumm         |             |             |             |                        |                        |                     |                     |                           | ●                         | 0     | 3     | 0     |
| 3      | Anabel Medina Garrigues   |             |             |             |                        |                        |                     |                     |                           | ●                         | 0     | 3     | 0     |
| 2      | Iekaterina Makàrova       |             | ●           |             |                        |                        |                     | ●                   |                           |                           | 0     | 2     | 0     |
| 2      | Petra Kvitová             |             |             |             |                        |                        | ●                   |                     |                           |                           | 2     | 0     | 0     |
| 2      | Maria Xaràpova            |             |             |             |                        |                        | ●                   |                     |                           |                           | 2     | 0     | 0     |
| 2      | Mona Barthel              |             |             |             |                        |                        | ●                   | ●                   |                           |                           | 1     | 1     | 0     |
| 2      | Raquel Kops-Jones         |             |             |             |                        |                        |                     | ●                   |                           |                           | 0     | 2     | 0     |
| 2      | Bethanie Mattek-Sands     |             |             |             |                        |                        |                     | ●                   |                           |                           | 0     | 2     | 0     |
| 2      | Abigail Spears            |             |             |             |                        |                        |                     | ●                   |                           |                           | 0     | 2     | 0     |
| 2      | Jelena Janković           |             |             |             |                        |                        |                     | ●                   | ●                         |                           | 1     | 1     | 0     |
| 2      | Karolína Plíšková         |             |             |             |                        |                        |                     |                     | ●                         | ●                         | 1     | 1     | 0     |
| 2      | Shuko Aoyama              |             |             |             |                        |                        |                     |                     |                           | ●                         | 0     | 2     | 0     |
| 2      | Chan Hao-ching            |             |             |             |                        |                        |                     |                     |                           | ●                         | 0     | 2     | 0     |
| 2      | Casey Dellacqua           |             |             |             |                        |                        |                     |                     |                           | ●                         | 0     | 2     | 0     |
| 2      | Lourdes Domínguez Lino    |             |             |             |                        |                        |                     |                     |                           | ●                         | 0     | 2     | 0     |
| 2      | Mandy Minella             |             |             |             |                        |                        |                     |                     |                           | ●                         | 0     | 2     | 0     |
| 2      | Anastassia Rodiónova      |             |             |             |                        |                        |                     |                     |                           | ●                         | 0     | 2     | 0     |
| 2      | Iaroslava Xvédova         |             |             |             |                        |                        |                     |                     |                           | ●                         | 0     | 2     | 0     |
| 1      | Marion Bartoli            | ●           |             |             |                        |                        |                     |                     |                           |                           | 1     | 0     | 0     |
| 1      | Jarmila Gajdosova         |             |             | ●           |                        |                        |                     |                     |                           |                           | 0     | 0     | 1     |
| 1      | Dominika Cibulková        |             |             |             |                        |                        | ●                   |                     |                           |                           | 1     | 0     | 0     |
| 1      | Kaia Kanepi               |             |             |             |                        |                        | ●                   |                     |                           |                           | 1     | 0     | 0     |
| 1      | Anna-Lena Grönefeld       |             |             |             |                        |                        |                     | ●                   |                           |                           | 0     | 1     | 0     |
| 1      | Svetlana Kuznetsova       |             |             |             |                        |                        |                     | ●                   |                           |                           | 0     | 1     | 0     |
| 1      | Sabine Lisicki            |             |             |             |                        |                        |                     | ●                   |                           |                           | 0     | 1     | 0     |
| 1      | Květa Peschke             |             |             |             |                        |                        |                     | ●                   |                           |                           | 0     | 1     | 0     |
| 1      | Zheng Jie                 |             |             |             |                        |                        |                     | ●                   |                           |                           | 0     | 1     | 0     |
| 1      | Alizé Cornet              |             |             |             |                        |                        |                     |                     | ●                         |                           | 1     | 0     | 0     |
| 1      | Marina Erakovic           |             |             |             |                        |                        |                     |                     | ●                         |                           | 1     | 0     | 0     |
| 1      | Daniela Hantuchová        |             |             |             |                        |                        |                     |                     | ●                         |                           | 1     | 0     | 0     |
| 1      | Bojana Jovanovski         |             |             |             |                        |                        |                     |                     | ●                         |                           | 1     | 0     | 0     |
| 1      | Angelique Kerber          |             |             |             |                        |                        |                     |                     | ●                         |                           | 1     | 0     | 0     |
| 1      | Maria Kirilenko           |             |             |             |                        |                        |                     |                     | ●                         |                           | 1     | 0     | 0     |
| 1      | Li Na                     |             |             |             |                        |                        |                     |                     | ●                         |                           | 1     | 0     | 0     |
| 1      | Yvonne Meusburger         |             |             |             |                        |                        |                     |                     | ●                         |                           | 1     | 0     | 0     |
| 1      | Monica Niculescu          |             |             |             |                        |                        |                     |                     | ●                         |                           | 1     | 0     | 0     |
| 1      | Magdaléna Rybáriková      |             |             |             |                        |                        |                     |                     | ●                         |                           | 1     | 0     | 0     |
| 1      | Francesca Schiavone       |             |             |             |                        |                        |                     |                     | ●                         |                           | 1     | 0     | 0     |
| 1      | Elina Svitolina           |             |             |             |                        |                        |                     |                     | ●                         |                           | 1     | 0     | 0     |
| 1      | Caroline Wozniacki        |             |             |             |                        |                        |                     |                     | ●                         |                           | 1     | 0     | 0     |
| 1      | Zhang Shuai               |             |             |             |                        |                        |                     |                     | ●                         |                           | 1     | 0     | 0     |
| 1      | Lara Arruabarrena         |             |             |             |                        |                        |                     |                     |                           | ●                         | 0     | 1     | 0     |
| 1      | Ashleigh Barty            |             |             |             |                        |                        |                     |                     |                           | ●                         | 0     | 1     | 0     |
| 1      | Irina-Camelia Begu        |             |             |             |                        |                        |                     |                     |                           | ●                         | 0     | 1     | 0     |
| 1      | Irina Buryachok           |             |             |             |                        |                        |                     |                     |                           | ●                         | 0     | 1     | 0     |
| 1      | Chan Chin-wei             |             |             |             |                        |                        |                     |                     |                           | ●                         | 0     | 1     | 0     |
| 1      | Chan Yung-jan             |             |             |             |                        |                        |                     |                     |                           | ●                         | 0     | 1     | 0     |
| 1      | Chang Kai-chen            |             |             |             |                        |                        |                     |                     |                           | ●                         | 0     | 1     | 0     |
| 1      | Vera Duixévina            |             |             |             |                        |                        |                     |                     |                           | ●                         | 0     | 1     | 0     |
| 1      | Oksana Kalàixnikova       |             |             |             |                        |                        |                     |                     |                           | ●                         | 0     | 1     | 0     |
| 1      | Sandra Klemenschits       |             |             |             |                        |                        |                     |                     |                           | ●                         | 0     | 1     | 0     |
| 1      | Andreja Klepač            |             |             |             |                        |                        |                     |                     |                           | ●                         | 0     | 1     | 0     |
| 1      | Al·la Kudriàvtseva        |             |             |             |                        |                        |                     |                     |                           | ●                         | 0     | 1     | 0     |
| 1      | Garbiñe Muguruza          |             |             |             |                        |                        |                     |                     |                           | ●                         | 0     | 1     | 0     |
| 1      | Raluca Olaru              |             |             |             |                        |                        |                     |                     |                           | ●                         | 0     | 1     | 0     |
| 1      | Arantxa Parra Santonja    |             |             |             |                        |                        |                     |                     |                           | ●                         | 0     | 1     | 0     |
| 1      | Flavia Pennetta           |             |             |             |                        |                        |                     |                     |                           | ●                         | 0     | 1     | 1     |
| 1      | Katarzyna Piter           |             |             |             |                        |                        |                     |                     |                           | ●                         | 0     | 1     | 1     |
| 1      | Kristýna Plíšková         |             |             |             |                        |                        |                     |                     |                           | ●                         | 0     | 1     | 0     |
| 1      | Chanelle Scheepers        |             |             |             |                        |                        |                     |                     |                           | ●                         | 0     | 1     | 0     |
| 1      | Valéria Solovyeva         |             |             |             |                        |                        |                     |                     |                           | ●                         | 0     | 1     | 0     |
| 1      | María Teresa Torró Flor   |             |             |             |                        |                        |                     |                     |                           | ●                         | 0     | 1     | 0     |
| 1      | Stephanie Vogt            |             |             |             |                        |                        |                     |                     |                           | ●                         | 0     | 1     | 0     |
| 1      | Galina Voskobóieva        |             |             |             |                        |                        |                     |                     |                           | ●                         | 0     | 1     | 0     |
| 1      | Yanina Wickmayer          |             |             |             |                        |                        |                     |                     |                           | ●                         | 0     | 1     | 0     |
| 1      | Xu Yifan                  |             |             |             |                        |                        |                     |                     |                           | ●                         | 0     | 1     | 0     |
| 1      | Klára Zakopalová          |             |             |             |                        |                        |                     |                     |                           | ●                         | 0     | 1     | 0     |

### Títols per estat
| Títols | País                 | Grand Slams | Grand Slams | Grand Slams | Year-end championships | Year-end championships | Premier Tournaments | Premier Tournaments | International Tournaments | International Tournaments | Resum | Resum | Resum |
| Títols | País                 | I           | D           | X           | I                      | D                      | I                   | D                   | I                         | D                         | I     | D     | X     |
| ------ | -------------------- | ----------- | ----------- | ----------- | ---------------------- | ---------------------- | ------------------- | ------------------- | ------------------------- | ------------------------- | ----- | ----- | ----- |
| 17     | Rússia               |             | 1           |             |                        |                        | 3                   | 6                   | 4                         | 3                         | 7     | 10    | 0     |
| 15     | Estats Units         | 2           |             |             | 1                      |                        | 7                   | 4                   | 1                         |                           | 11    | 4     | 0     |
| 13     | Txèquia              |             | 1           | 2           |                        |                        | 2                   | 3                   | 2                         | 3                         | 4     | 7     | 2     |
| 9      | R.P. de la Xina      |             | 1           |             |                        | 1                      |                     | 3                   | 2                         | 2                         | 2     | 7     | 0     |
| 9      | República de la Xina |             | 1           |             |                        | 1                      |                     | 2                   |                           | 5                         | 0     | 9     | 0     |
| 9      | Romania              |             |             |             | 1                      |                        | 2                   |                     | 4                         | 2                         | 7     | 2     | 0     |
| 8      | França               | 1           |             | 1           |                        |                        |                     | 1                   | 1                         | 4                         | 2     | 5     | 1     |
| 8      | Itàlia               |             | 1           |             |                        |                        |                     | 2                   | 4                         | 1                         | 4     | 4     | 0     |
| 8      | Austràlia            |             |             | 1           |                        |                        | 1                   | 1                   | 1                         | 4                         | 2     | 5     | 1     |
| 6      | Espanya              |             |             |             |                        |                        |                     |                     |                           | 6                         | 0     | 6     | 0     |
| 5      | Índia                |             |             |             |                        |                        |                     | 5                   |                           |                           | 0     | 5     | 0     |
| 5      | Eslovènia            |             |             |             |                        |                        |                     | 4                   |                           | 1                         | 0     | 5     | 0     |
| 5      | Japó                 |             |             |             |                        |                        |                     |                     |                           | 5                         | 0     | 5     | 0     |
| 4      | Alemanya             |             |             |             |                        |                        | 1                   | 2                   | 1                         |                           | 2     | 2     | 0     |
| 4      | Polònia              |             |             |             |                        |                        | 1                   |                     | 2                         | 1                         | 3     | 1     | 0     |
| 4      | Hongria              |             |             |             |                        |                        |                     |                     |                           | 4                         | 0     | 4     | 0     |
| 3      | Belarús              | 1           |             |             |                        |                        | 2                   |                     |                           |                           | 3     | 0     | 0     |
| 3      | Zimbàbue             |             |             |             |                        |                        |                     | 2                   |                           | 1                         | 0     | 3     | 0     |
| 3      | Eslovàquia           |             |             |             |                        |                        | 1                   |                     | 2                         |                           | 3     | 0     | 0     |
| 3      | Sèrbia               |             |             |             |                        |                        |                     | 1                   | 2                         |                           | 2     | 1     | 0     |
| 3      | Kazakhstan           |             |             |             |                        |                        |                     |                     |                           | 3                         | 0     | 3     | 0     |
| 2      | Àustria              |             |             |             |                        |                        |                     |                     | 1                         | 1                         | 1     | 1     | 0     |
| 2      | Ucraïna              |             |             |             |                        |                        |                     |                     | 1                         | 1                         | 1     | 1     | 0     |
| 2      | Luxemburg            |             |             |             |                        |                        |                     |                     |                           | 2                         | 0     | 2     | 0     |
| 1      | Estònia              |             |             |             |                        |                        | 1                   |                     |                           |                           | 1     | 0     | 0     |
| 1      | Dinamarca            |             |             |             |                        |                        |                     |                     | 1                         |                           | 1     | 0     | 0     |
| 1      | Nova Zelanda         |             |             |             |                        |                        |                     |                     | 1                         |                           | 1     | 0     | 0     |
| 1      | Bèlgica              |             |             |             |                        |                        |                     |                     |                           | 1                         | 0     | 1     | 0     |
| 1      | Geòrgia              |             |             |             |                        |                        |                     |                     |                           | 1                         | 0     | 1     | 0     |
| 1      | Liechtenstein        |             |             |             |                        |                        |                     |                     |                           | 1                         | 0     | 1     | 0     |
| 1      | Sud-àfrica           |             |             |             |                        |                        |                     |                     |                           | 1                         | 0     | 1     | 0     |

## Rànquings
Les següents taules indiquen els rànquings de la WTA amb les vint millors tennistes individuals, i les deu millors parelles de la temporada 2013.

### Individual
| Rànquing individual WTA 2013 | Rànquing individual WTA 2013 | Rànquing individual WTA 2013 | Rànquing individual WTA 2013 | Rànquing individual WTA 2013 | Rànquing individual WTA 2013 |
| Pos.                         | Tennista                     | Punts                        | Torneigs                     | Ant.                         | Mov.                         |
| ---------------------------- | ---------------------------- | ---------------------------- | ---------------------------- | ---------------------------- | ---------------------------- |
| 1                            | Serena Williams              | 13.260                       | 17                           | 3                            | 2                            |
| 2                            | Viktória Azàrenka            | 8.046                        | 16                           | 1                            | 1                            |
| 3                            | Li Na                        | 6.045                        | 18                           | 7                            | 4                            |
| 4                            | Maria Xaràpova               | 5.891                        | 15                           | 2                            | 2                            |
| 5                            | Agnieszka Radwanska          | 5.875                        | 21                           | 4                            | 1                            |
| 6                            | Petra Kvitova                | 4.775                        | 23                           | 8                            | 2                            |
| 7                            | Sara Errani                  | 4.435                        | 22                           | 6                            | 1                            |
| 8                            | Jelena Jankovic              | 4.170                        | 20                           | 22                           | 14                           |
| 9                            | Angelique Kerber             | 3.965                        | 23                           | 5                            | 4                            |
| 10                           | Caroline Wozniacki           | 3.520                        | 23                           | 9                            | =                            |
| 11                           | Simona Halep                 | 3.335                        | 24                           | 47                           | 36                           |
| 12                           | Sloane Stephens              | 3.185                        | 22                           | 38                           | 26                           |
| 13                           | Marion Bartoli               | 3.172                        | 18                           | 11                           | 2                            |
| 14                           | Roberta Vinci                | 3.170                        | 25                           | 16                           | 2                            |
| 15                           | Sabine Lisicki               | 2.920                        | 20                           | 37                           | 22                           |
| 16                           | Ana Ivanovic                 | 2.850                        | 22                           | 13                           | 3                            |
| 17                           | Carla Suárez Navarro         | 2.735                        | 26                           | 34                           | 17                           |
| 18                           | Samantha Stosur              | 2.675                        | 24                           | 9                            | 9                            |
| 19                           | Maria Kirilenko              | 2.640                        | 19                           | 14                           | 5                            |
| 20                           | Kirsten Flipkens             | 2.495                        | 23                           | 54                           | 34                           |

#### Evolució número 1
| Tennista          | Data inici           | Data fi              | Setmanes |
| ----------------- | -------------------- | -------------------- | -------- |
| Viktória Azàrenka | Final 2012           | 17 de febrer de 2013 | 7        |
| Serena Williams   | 18 de febrer de 2013 | Final 2013           | 45       |

### Dobles
| Rànquing dobles WTA 2013 | Rànquing dobles WTA 2013 | Rànquing dobles WTA 2013 | Rànquing dobles WTA 2013 | Rànquing dobles WTA 2013 | Rànquing dobles WTA 2013 |
| Pos.                     | Tennista                 | Punts                    | Torneigs                 | Ant.                     | Mov.                     |
| ------------------------ | ------------------------ | ------------------------ | ------------------------ | ------------------------ | ------------------------ |
| 1                        | Roberta Vinci            | 8.080                    | 15                       | 1                        | =                        |
| =                        | Sara Errani              | 8.080                    | 15                       | 2                        | 1                        |
| 3                        | Hsieh Su-Wei             | 7.815                    | 23                       | 25                       | 22                       |
| 4                        | Peng Shuai               | 7.815                    | 15                       | 56                       | 52                       |
| 5                        | Ielena Vesninà           | 7.220                    | 14                       | 9                        | 4                        |
| 6                        | Katarina Srebotnik       | 7.145                    | 22                       | 16                       | 10                       |
| 7                        | Iekaterina Makàrova      | 7.021                    | 12                       | 11                       | 4                        |
| 8                        | Nàdia Petrova            | 6.565                    | 15                       | 5                        | 3                        |
| 9                        | Sania Mirza              | 5.565                    | 21                       | 2                        | 3                        |
| 10                       | Casey Dellacqua          | 5.356                    | 11                       | 67                       | 57                       |
| 11                       | Andrea Hlaváčková        | 5.330                    | 19                       | 3                        | 8                        |
| 12                       | Ashleigh Barty           | 5.095                    | 12                       | 164                      | 152                      |
| 13                       | Cara Black               | 4.740                    | 20                       | 504                      | 491                      |
| 14                       | Lucie Hradecká           | 4.730                    | 17                       | 4                        | 10                       |
| 15                       | Anna-Lena Grönefeld      | 4.390                    | 22                       | 18                       | 3                        |
| 16                       | Květa Peschke            | 4.390                    | 20                       | 17                       | 1                        |
| 17                       | Zheng Jie                | 3.680                    | 17                       | 19                       | 2                        |
| 18                       | Lucie Šafářová           | 3.620                    | 18                       | 59                       | 41                       |
| 19                       | Kristina Mladenovic      | 3.430                    | 22                       | 28                       | 9                        |
| 20                       | Jelena Janković          | 3.300                    | 16                       | 305                      | 285                      |

| Rànquing parelles WTA 2013 | Rànquing parelles WTA 2013               | Rànquing parelles WTA 2013 | Rànquing parelles WTA 2013 | Rànquing parelles WTA 2013 | Rànquing parelles WTA 2013 |
| Pos.                       | Parella                                  | Punts                      | Torneigs                   | Ant.                       | Mov.                       |
| -------------------------- | ---------------------------------------- | -------------------------- | -------------------------- | -------------------------- | -------------------------- |
| 1                          | Roberta Vinci Sara Errani                | 7.415                      | 14                         | 1                          | =                          |
| 2                          | Peng Shuai Hsieh Su-wei                  | 6.245                      | 13                         | −                          | Augment                    |
| 3                          | Nàdia Petrova Katarina Srebotnik         | 6.155                      | 10                         | −                          | Augment                    |
| 4                          | Iekaterina Makàrova Ielena Vesninà       | 5.971                      | 14                         | −                          | Augment                    |
| 5                          | Ashleigh Barty Casey Dellacqua           | 4.621                      | 6                          | −                          | Augment                    |
| 6                          | Andrea Hlaváčková Lucie Hradecká         | 4.408                      | 12                         | 2                          | 4                          |
| 7                          | Anna-Lena Grönefeld Květa Peschke        | 4.390                      | 19                         | −                          | Augment                    |
| 8                          | Lucie Šafářová Anastassia Pavliutxénkova | 3.050                      | 14                         | −                          | Augment                    |
| 9                          | Raquel Kops-Jones Abigail Spears         | 2.990                      | 26                         | 5                          | 4                          |
| 10                         | Anastassia Rodiónova Al·la Kudriàvtseva  | 2.285                      | 12                         | −                          | Augment                    |

#### Evolució número 1
| Tennista                  | Data inici         | Data fi            | Setmanes |
| ------------------------- | ------------------ | ------------------ | -------- |
| Roberta Vinci             | Final 2012         | 28 d'abril de 2013 | 17       |
| Roberta Vinci Sara Errani | 29 d'abril de 2013 | Final 2013         | 35       |

## Distribució de punts
| Categoria                      | G                     | F                    | SF                  | QF | R16 | R32 | R64 | R128 | Q | Q3 | Q2 | Q1 |
| Grand Slam (I)                 | 2000                  | 1400                 | 900                 | 500 | 280 | 160 | 100 | 5 | 60 | 50 | 40 | 2 |
| Grand Slam (D)                 | 2000                  | 1400                 | 900                 | 500 | 280 | 160 | 5 | – | 48 | – | – | – |
| WTA Championships (I)          | 1500 (max) 1320 (min) | 1050 (max) 870 (min) | 690 (max) 510 (min) | +70 partit disputat fase Round Robin, +160 victòria fase Round Robin +360 victòria a semifinals, +450 victòria a la final | +70 partit disputat fase Round Robin, +160 victòria fase Round Robin +360 victòria a semifinals, +450 victòria a la final | +70 partit disputat fase Round Robin, +160 victòria fase Round Robin +360 victòria a semifinals, +450 victòria a la final | +70 partit disputat fase Round Robin, +160 victòria fase Round Robin +360 victòria a semifinals, +450 victòria a la final | +70 partit disputat fase Round Robin, +160 victòria fase Round Robin +360 victòria a semifinals, +450 victòria a la final | +70 partit disputat fase Round Robin, +160 victòria fase Round Robin +360 victòria a semifinals, +450 victòria a la final | +70 partit disputat fase Round Robin, +160 victòria fase Round Robin +360 victòria a semifinals, +450 victòria a la final | +70 partit disputat fase Round Robin, +160 victòria fase Round Robin +360 victòria a semifinals, +450 victòria a la final | +70 partit disputat fase Round Robin, +160 victòria fase Round Robin +360 victòria a semifinals, +450 victòria a la final |
| WTA Championships (D)          | 1500                  | 1050                 | 690                 | – | – | – | – | – | – | – | – | – |
| WTA Premier Mandatory (96I)    | 1000                  | 700                  | 450                 | 250 | 140 | 80 | 50 | 5 | 30 | – | 20 | 1 |
| WTA Premier Mandatory (64I)    | 1000                  | 700                  | 450                 | 250 | 140 | 80 | 5 | – | 30 | – | 20 | 1 |
| WTA Premier Mandatory (28/32D) | 1000                  | 700                  | 450                 | 250 | 140 | 5 | – | – | – | – | – | – |
| WTA Premier 5 (56I)            | 900                   | 620                  | 395                 | 225 | 125 | 70 | 1 | – | 30 | – | 20 | 1 |
| WTA Premier 5 (28D)            | 900                   | 620                  | 395                 | 225 | 125 | 1 | – | – | – | – | – | – |
| WTA Premier (56I)              | 470                   | 320                  | 200                 | 120 | 60 | 40 | 1 | – | 12 | – | 8 | 1 |
| WTA Premier (32I)              | 470                   | 320                  | 200                 | 120 | 60 | 1 | – | – | 20 | 12 | 8 | 1 |
| WTA Premier (16D)              | 470                   | 320                  | 200                 | 120 | 1 | – | – | – | – | – | – | – |
| Tournament of Champions (I)    | 375 (max) 305 (min)   | 255 (max) 185 (min)  | 180 (max) 115 (min) | +25 partit disputat fase Round Robin, +35 victòria fase Round Robin +75 victòria a semifinals, +120 victòria a la final   | +25 partit disputat fase Round Robin, +35 victòria fase Round Robin +75 victòria a semifinals, +120 victòria a la final   | +25 partit disputat fase Round Robin, +35 victòria fase Round Robin +75 victòria a semifinals, +120 victòria a la final   | +25 partit disputat fase Round Robin, +35 victòria fase Round Robin +75 victòria a semifinals, +120 victòria a la final   | +25 partit disputat fase Round Robin, +35 victòria fase Round Robin +75 victòria a semifinals, +120 victòria a la final   | +25 partit disputat fase Round Robin, +35 victòria fase Round Robin +75 victòria a semifinals, +120 victòria a la final   | +25 partit disputat fase Round Robin, +35 victòria fase Round Robin +75 victòria a semifinals, +120 victòria a la final   | +25 partit disputat fase Round Robin, +35 victòria fase Round Robin +75 victòria a semifinals, +120 victòria a la final   | +25 partit disputat fase Round Robin, +35 victòria fase Round Robin +75 victòria a semifinals, +120 victòria a la final   |
| WTA International (56I)        | 280                   | 200                  | 130                 | 70 | 30 | 15 | 1 | – | 10 | – | 6 | 1 |
| WTA International (32I)        | 280                   | 200                  | 130                 | 70 | 30 | 1 | – | – | 16 | 10 | 6 | 1 |
| WTA International (16D)        | 280                   | 200                  | 130                 | 70 | 1 | – | – | – | – | – | – | – |